# Martin Poll
Martin Poll (New York, 24 novembre 1922 – New York, 14 aprile 2012) è stato un produttore cinematografico e produttore televisivo statunitense.
In carriera produsse undici film tra i quali Il leone d'inverno nel 1968, per il quale ricevette un Oscar per il miglior film. Il film è interpretato da Katharine Hepburn e Peter O'Toole e ricevette nove nomination ai premi Oscar vincendone tre. Ottenne anche un Golden Globe..

## Biografia
Iniziò la sua carriera di produttore cinematografico nel 1954, producendo trentanove episodi della serie televisiva Flash Gordon per la distribuzione in Germania Ovest e Francia.
Agli inizi degli anni cinquanta acquistò il Biograph Studios, uno studio cinematografico e sviluppo pellicole nel Bronx. Dopo una completa ristrutturazione lo riaprì nel 1956 sotto il nome di Gold Medal Studios. Esso divenne all'epoca il più grande studio cinematografico degli Stati Uniti al di fuori di Los Angeles. Vi realizzò numerosi film e fra essi Un volto nella folla (1957), La divina (1958), Pelle di serpente (1959), Nel mezzo della notte (1959) e Venere in visone (1960). Nel 1959 venne nominato Commissioner of Motion Picture Arts di New York City per la sua attività con il Gold Medal Studios. Il governo di New York City realizzò presto una film commission e Poll ne divenne il presidente. Nei primi anni sessanta Poll vendette i Gold Medal Studios per dedicarsi completamente all'attività di produttore cinematografico.
Oltre a produrre film per il cinema, Poll si dedicò anche a diverse produzioni televisive. Fra esse il film The Fantastic Seven (1979) per la CBS e le miniserie Il bacio della violenza  (1978), sempre per la CBS, e La vera storia di Lady D (1993), per la NBC, tratta dalla biografia della Principessa di Galles scritta da Andrew Morton nel 1992.
Poll ottenne una nomination all'Emmy come produttore esecutivo per il rifacimento de Il leone d'inverno con Glenn Close nel ruolo di Eleonora d'Aquitania, trasmesso dalla rete televisiva Showtime nel 2003.

## Filmografia

### Cinema
- The Big Fun Carnival, regia di Marc Daniels (1957)
- Il granduca e mister Pimm (Love Is a Ball), regia di David Swift (1963)
- La doppia vita di Sylvia West (Sylvia), regia di Gordon Douglas (1965)
- Il leone d'inverno (The Lion in Winter), regia di Anthony Harvey (1968)
- La virtù sdraiata (The Appointment), regia di Sidney Lumet (1969)
- The Magic Garden of Stanley Sweetheart, regia di Leonard Horn (1970)
- Possession (The Possession of Joel Delaney), regia di Waris Hussein (1972)
- L'uomo che amò Gatta Danzante (The Man Who Loved Cat Dancing), regia di Richard C. Sarafian (1973)
- Ad un'ora della notte (Night Watch), regia di Brian G. Hutton (1973)
- Amore e guerra (Love and Death), regia di Woody Allen (1975)
- I giorni impuri dello straniero (The Sailor Who Fell from Grace with the Sea), regia di Lewis John Carlino (1976)
- Chi ha ucciso suo marito? (Somebody Killed Her Husband), regia di Lamont Johnson (1978)
- I falchi della notte (Nighthawks), regia di Bruce Malmuth e Gary Nelson (1981)
- Gimme an 'F', regia di Paul Justman (1984)
- L'estate stregata (Haunted Summer), regia di Ivan Passer (1988)
- My Heroes Have Always Been Cowboys, regia di Stuart Rosenberg (1991)

### Televisione
- New York Confidential - serie TV, 1 episodio (1959)
- The Comedy Spot - serie TV, 1 episodio (1960)
- Il bacio della violenza (The Dain Curse), regia di E.W. Swackhamer - miniserie TV (1978)
- The Fantastic Seven, regia di John Peyser - film TV (1979)
- La spada di Merlino (Arthur the King), regia di Clive Donner - film TV (1985)
- La vera storia di Lady D (Diana: Her True Story), regia di Kevin Connor - miniserie TV (1993)
- The Lion in Winter - Nel regno del crimine (The Lion in Winter), regia di Andrey Konchalovskiy - miniserie TV (2003)